# 코레일 멤버십 카드
코레일 멤버십 카드는 코레일 네트웍스에서 발행하는 한국철도공사의 회원 서비스 카드였다. 현재는 발행하지 않는다.

## 역사
1980년대 후반에 철도청에서 철도 회원 제도를 도입하여 철도회원카드를 발급하기 시작한 것이 그 시작이고, 당시에는 연 회비를 받았다. 당시에는 10자리의 회원 번호와 회원의 이름이 양각으로 새겨진 플라스틱 카드를 발급하였다. 기본적으로 발급되는 카드는 회원 자격 증명 외에 다른 기능은 없었다. 이후 회원 전용 발매기(STIM)가 도입되면서, 카드 뒷면에 마그네틱 선이 있는 카드를 발급하였고 이와 함께 신용카드 기능이 있는 철도회원 카드를 서울은행과 조흥은행, KB국민은행에서 발급하였다. 이러한 형식의 카드는 2003년까지 계속 쓰였다.
2004년에는 KTX의 개통에 맞추어 철도회원 제도를 일차적으로 개편하면서 철도회원카드의 명칭을 KTX 패밀리 카드로 변경하였다. 이와 함께 스마트카드 및 휴대 전화 USIM 형식의 회원 카드를 새롭게 발급하였으며, 삼성카드와 새롭게 제휴를 맺어 신용카드 겸용 카드도 발급하였다.
2007년 8월, 한국철도공사는 KTX 패밀리 카드의 명칭을 코레일 멤버십 카드로 변경하고, 회원 제도를 추가 개편하였다. 이 해부터 연 회비 및 철도회원 할인 제도가 폐지되었으며 보관금을 반환하였다. 대신 한시적으로 각 철도역의 티켓 자동발매기 및 셀프티켓(SMS, 스마트폰, 홈티켓) 이용시 요금의 일부를 할인하였다.

## 혜택
2013년 7월 1일 부로 코레일 멤버십 제도의 유료 회원만의 혜택은 영원히 사라지고, 기존 유료회원의 정책은 영원히 사라졌다. 따라서 모든 코레일 회원은 사실상 무료회원이 됐으며, 코레일 멤버십 카드의 발행이 중지됐다. 그리고 기존 유료 회원에게 주어진 5%의 철도 승차권 마일리지 적립은 폐지되고 30만원 도달시마다 10%할인쿠폰 지급, 100만원 도달시 10%할인쿠폰 추가지급 방식으로 대체하였다. 기존 무료회원도 5개 역사에 있는 라운지 입장 및 전화예약 및 취소도 유료회원과 동일하게 한다. 물론 기존에 발행된 코레일 멤버십 카드로 라운지 출입은 가능하다.

## 기능
초창기의 코레일 멤버십 카드는 승차권을 멤버십 카드의 IC칩에 저장하는 X-ticket 서비스, 비접촉식 선불 교통카드 기능인 X-cash 서비스를 제공했다. 그러나 이후 교통카드와 X-ticket 서비스 기능을 삭제해 현재 X-ticket 서비스는 중단된 상태이며, X-cash 서비스도 잠정적으로 중단된 상태여서 교통카드 기능도 되지 않는다. 기존에 발행되었던 카드는 그대로 사용할 수 있으며 따라서 카드에 달린 칩은 여객열차 승차권 구입시 멤버십 포인트를 적립할 때 적립용 단말기에 멤버십 카드를 찍는 회원번호 인식 기능에 한정되어 있다. 2013년에 교체된 신형 자동발매기에는 적립용 단말기가 없고, 대신 신용카드 투입구에 멤버십 카드를 투입하여 회원 번호를 인식한다. 한국철도공사에서는 2014년에 코레일네트웍스가 런칭하는 자체 선불교통카드를 "레일플러스" 카드로 명명하고, 전국 호환을 목표로 재출시했다. 멤버십 기능이 내장된 카드는 아니지만, 2016년에 KTX 한정으로 마일리지제를 재개하기로 결정하면서 레일플러스 카드로 역 창구에서 승차권 구입시 추가적립해 주기로 했다.
코레일 멤버십 카드는 하이브리드식 스마트카드로 제작되어, 비접촉식 선불 교통카드로 이용이 가능하다. 이 기능은 지식경제부의 KS 교통카드 사업의 일환으로 진행되었다. 이 기능이 활성화되기 전에 카드를 발급받은 경우 반드시 카드의 IC칩을 개선하거나, 재발급을 받아야 이용할 수 있다. 마이비카드 이용 지역 중 강원도 원주시를 제외한 전 지역, 서울 면허 시내,마을,광역버스 및 수도권 전철, 그리고 인천국제공항철도에서 교통카드 기능이 활성화된 코레일 멤버십 카드를 사용할 수 있다.  수도권 전철(한국철도공사 관할 구간) 1회용 발매·교통카드 충전기, 마이비카드 충전소 등에서 가능하다. 하지만 고장이 잦아서 2010년 발행분부터 교통카드 기능을 삭제했으나 교통카드 기능을 삭제한 후에도 2099로 시작하는 교통카드 번호는 멤버십 카드에 남아 있었고, 이 번호는 현재 코레일네트웍스에서 발행 중인 레일플러스에 그대로 이용되고 있다.

## 같이 보기
- 한국철도공사